# Valérie Lemercier
Valérie Lemercier (Dieppe, 9 maart 1964) is een Frans actrice, scenarioschrijfster, regisseur en zangeres.
Lemercier maakte haar televisiedebuut in 1988 in de serie Palace. Twee van haar rollen in langspeelfilms leverden haar een César voor beste vrouwelijke bijrol op. Ze kreeg die in 1994 voor haar rol in Les Visiteurs (1993) en in 2007 voor haar rol in Fauteuils d'orchestre (2006). In 2006 was ze genomineerd voor de César voor beste actrice voor haar rol in de door haar geregisseerde komedie Palais Royal! (2005). In 2022 behaalde ze diezelfde César voor haar hoofdrol in de (weer) door haar geregisseerde tragikomedie Aline. Andere hoofdrollen had ze in 2009 in de familiekomedie Le Petit Nicolas als de moeder van Nicolas, een rol die ze in de sequel Les Vacances du petit Nicolas uit 2014 opnieuw op zich nam.
Naast actrice was ze ook regisseur van enkele films en had ze ook enkele rollen in toneelstukken in Parijse theaterzalen.
In 1996 bracht ze een muziekalbum uit, Valérie Lemercier chante en had nadien nog drie singles in duet met andere zangers, The Divine Comedy, Christophe Willem en Vincent Delerm.
- Biblioteca Nacional de España: XX1641023
- Bibliothèque nationale de France: cb146557049 (data)
- Gemeinsame Normdatei: 142996750
- International Standard Name Identifier: 0000 0001 2124 3034
- Library of Congress Control Number: no00069253
- MusicBrainz: a91fcb0d-f1b7-4fd3-b3e4-df19e637c2a0
- Nationale Bibliotheek van Tsjechië: xx0169722
- Nationale Bibliotheek van Israël: 987007441605305171
- Nationale Bibliotheek van Polen: a0000001681338
- Nederlandse Thesaurus van Auteursnamen: 264028406
- Système universitaire de documentation: 070957339
- Virtual International Authority File: 24146603
- WorldCat: E39PBJjCKXHx3hyqryRycJjHmd